# Filmatura per soffiaggio

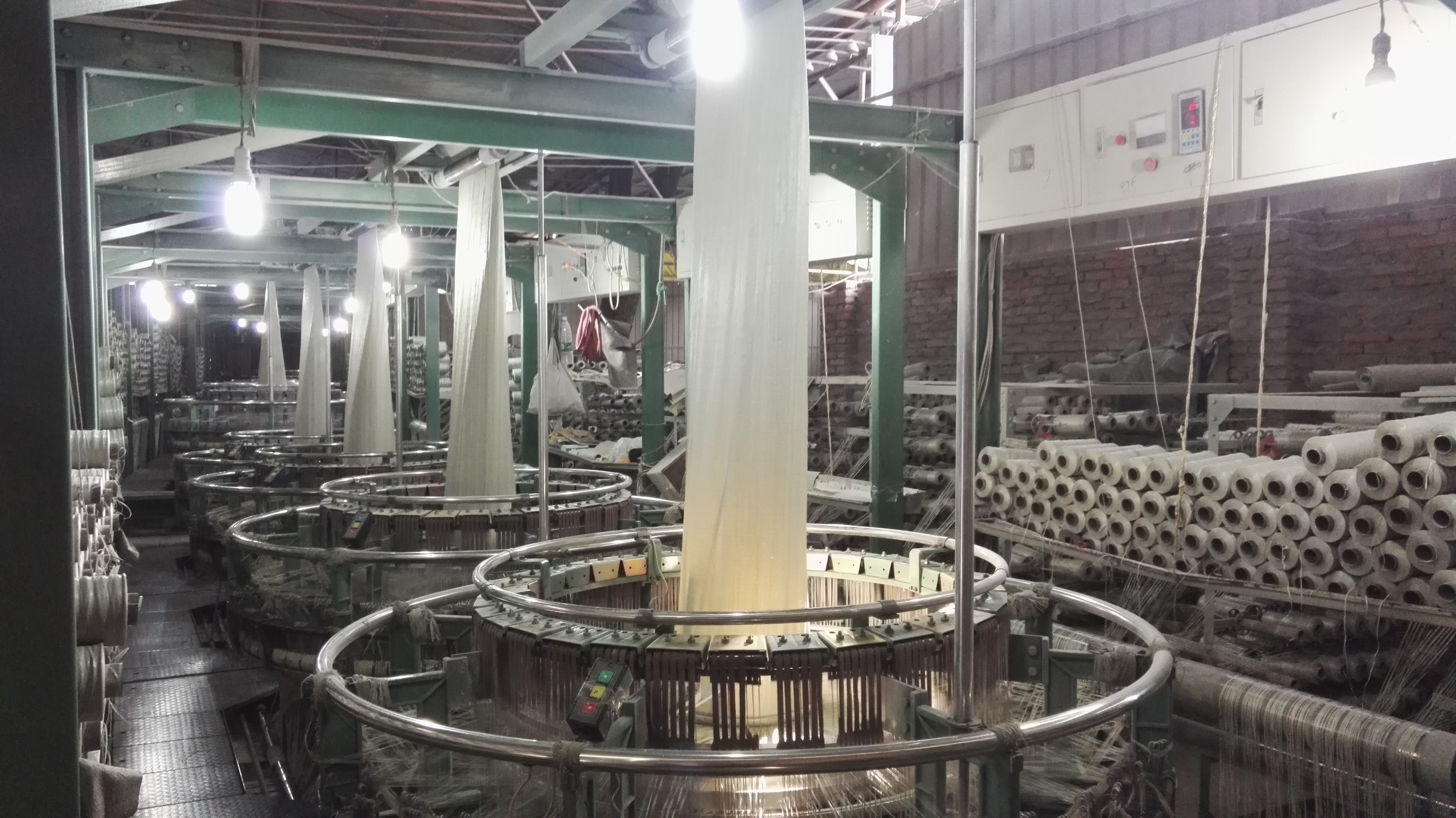
Filmatura per soffiaggio

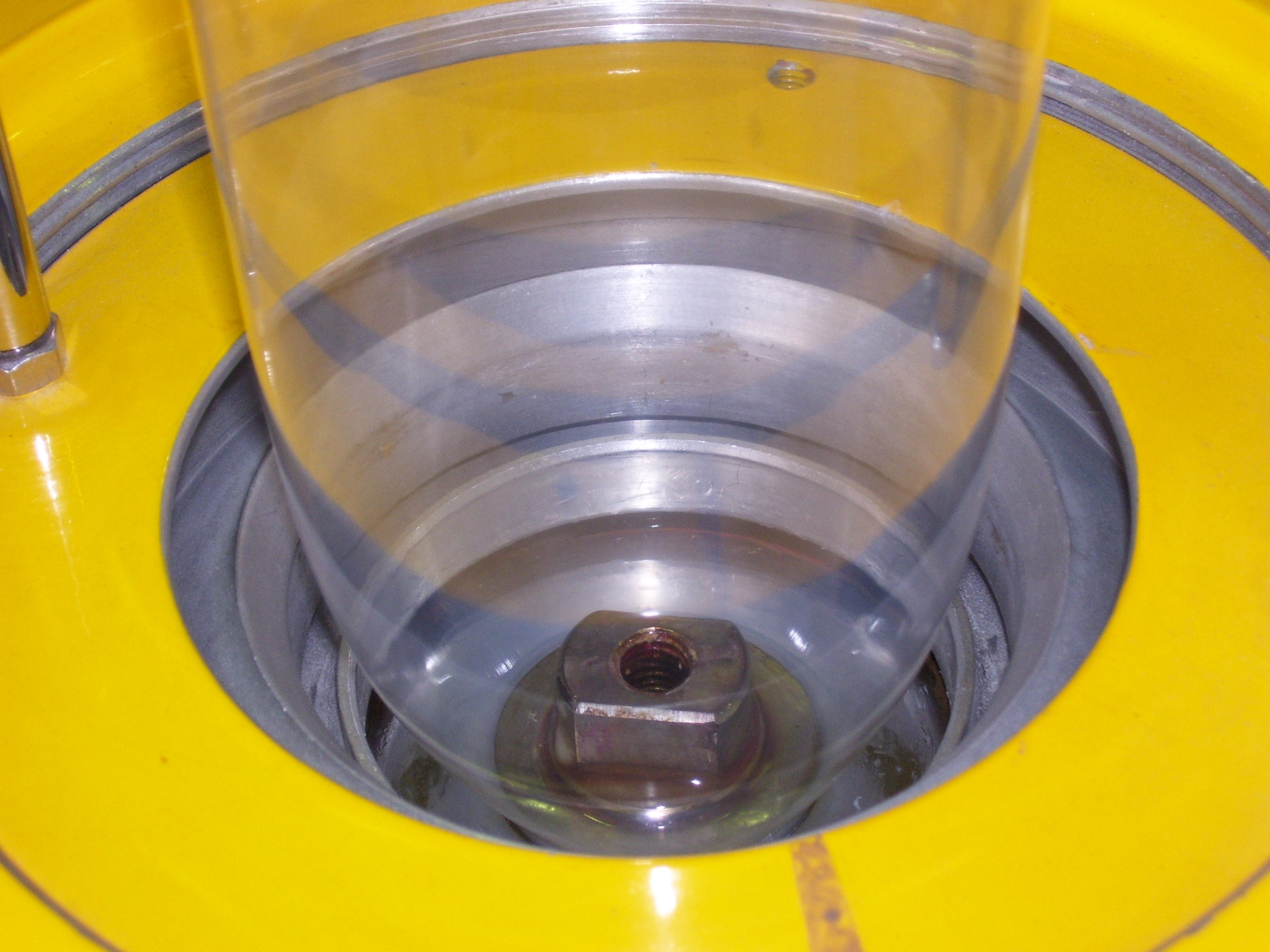
Dettaglio dell'ugello di uscita del film.

Nella tecnologia dei polimeri, la filmatura per soffiaggio (in inglese film blowing) è un processo impiegato per ottenere film polimerici di spessore ridotto (15÷500 µm). Tali film possono essere utilizzati ad esempio per produrre film per imballaggi, sacchetti di plastica, o film per serre.

## Fasi del processo
Il polimero viene inizialmente estruso a forma di tubo; in corrispondenza della filiera dell'estrusore viene insufflata dell'aria, per cui il tubo aumenta di diametro e al tempo stesso si riduce lo spessore della parete del tubo, formando il film a forma di tubo.
Il film passa quindi attraverso un anello di raffreddamento e viene tirato verso l'alto da dei rulli (fase di stiro); la fase di stiro ha lo scopo di stabilizzare la geometria e la morfologia del materiale.
Tramite la filmatura per soffiaggio possono anche essere prodotti film multistrato.

## Polimeri utilizzati
La filmatura per soffiaggio viene in genere sfruttata per la lavorazione del polietilene, ma può essere applicata ad altre materie plastiche, quali ad esempio: polipropilene (PP), poliammide (PA), etilene vinil alcol (EVOH).